# Franjevačka provincija Presvetog Otkupitelja
Franjevačka provincija Presvetog Otkupitelja je pokrajina franjevačkoga reda u Hrvatskoj, na području Dalmacije i Dalmatinske zagore, sa sjedištem u Splitu. Prostire se između Zrmanje i Neretve, od obale Jadranskoga mora do Dinare.

## Povijest

### Kustodije i vikarije, preteče Provincije
1343. djelovale su na području Jadranske Hrvatske Istarska, Rapska, Splitsko-zadarska i Dubrovačka kustodija. Peta kustodija stvorena je 1402. u Draču, iz koje je kasnije nastala Albanska provincija. Radi borbe protiv krivovjernih bogumila, papa Nikola IV. naređuje 1291. ministru Slavonske provincije neka pošalje u Bosnu dvojicu franjevaca, od kojih je pedesetak godina izrasla zasebna provincija. Kako je isti papa 1288. zabranio osnutak novih provincija bez dozvole Svete Stolice, u Bosni je 1340. utemeljena Bosanska vikarija, u koju dolaze franjevci Talijani i subraća iz Slavonske provincije.
Provincija u današnjem obuhvatu djelomično je pripadala u XIV. st. Duvanjskoj i Cetinskoj kustodiji, sa samostanima u Imotskomu, Vrh Rici i Kninu. U Cetini pod V'sinjem podiže dozvolom pape Inocenta VI. Ivan Nelipčić samostan sv. Marije. U zbjegu pred Osmanlijama u XV. st., franjevci osnivaju samostane u Zaostrogu, Makarskoj, na Visovcu, Krapnju, Pašmanu i Karinu. Osmanlije su osvajanjem prostora Vikarije uništili nekoliko samostana, a i sama je Vikarija zbog prostiranja u više država vremenom razdijeljena. 1448. ugarski franjevci odvajaju se i osnivaju zasebnu vikarije (kasnije Provinciju Presvetog Spasitelja). Iako je na Pašmanskome skupu 1463. utemeljena Bosansko-dalmatinska vikarija, na molbu Dubrovačke Republike 1465. šest se dubrovačkih opservantskih samostana izdvojilo te 1484. osnovalo Vikariju sv. Franje (od 1517. provinciju).
Bosansko-dalmatinska vikarija se 1514. dijeli nadvoje: samostani pod osmanskom vlašću ostaše pod Vikarijom Bosne Srebrene, a oni zapadno od Cetine pod Vikarijom Bosne-Hrvatske, do diobe franjevačkoga reda 1517. na ogranke opservanata i konventualaca. Padom samostana u osmanske ruke 1538., samostani na Visovcu i Karinu pripali su Bosni Srebrenoj, dok se Provincija Bosna-Hrvatska širila na sjever, po Središnjoj Hrvatskoj i Slavoniji.
Kako su franjevci Ahdnamom Mehmeda II. dobili slobodu ispovijedanja vjere, franjevci Bosne Srebrene nastavili su pastoralno djelovati, šireći pastoral po Hercegovini, Slavoniji, Ugarskoj do Transilvanije, Moldavije, Vlaške i Bugarskoj. U Bugarskoj je 1624. ustanovljena kustodija, a 1640. odijeljuju se transilvanski samostani.

### Provincija
Odredbom Inter gravissimas općega komesara Josipa Marije od Ebore Bosna Srebrena podijeljena je 1735. na Provinciju sv. Ivana Kapistrana u Hrvatsko-ugarskom kraljevstvu i Provincija sv. Kaja pape i mučenika na području Mletačke Republike, kojoj bi dekretom iz 1735. pripali Hercegovina i dijelovi zapadne Bosne do rijeke Rame da su ta područja bila oslobođena od Turaka. 1735. uređuje se uprava Provincije, koja je sjedište imala u samostanu sv. Lovre u Šibeniku. Provincija sv. Kaje 1743. mijenja ime u Provinciju Presvetog Otkupitelja.
U vrijeme diobe, Provincija je imala devet samostana (u Zaostrogu, iz XV. st.; Živogošću 1614.; Makarskoj, 1518.; Omišu, 1718.; Sinju, 1687.-1699.; Šibeniku, 1654.; Kninu, 1708.; Visovcu, XV. st. te Karinu, 1730.) i tri hospicija (u Sućurju na Hvaru, 1646., Sumartinu na Braču, 1646. te u Dobru, predgrađu Splita, 1723.) Splitski hospicij proglašen je 1736. samostanom, kao i sumartinski 1738., ujedno i godine osnutka imotskoga samostana te hospicija u Obrovcu, Drnišu i Vrgorcu.
Kako su Cetina i Dinara bile granice stare kustodije, na kapitulu 1749. Provincija je podijeljena u Gornju i Donju kostudiju, čime su franjevci preuzeli brigu oko samostana te pastoralnu skrb u župama vezanim uz samostane kao župnici. Krajem XVII. i početkom XVIII. st. popravljaju se srušene crkve, podižu samostanske crkve, klaustri i zvonici, često u baroknu stilu. Na području Provincije je 1768. djelovalo 278 svećenika, 70 klerika, 41 brat laik i 26 novaka. Iste godine Mletačka Republika zabranila je primanje mladića, no 1778. omogućen je ograničen broj kandidata za novicijat.
Za austrijske uprave (1797.-1806.) franjevci su se uključili u pokret za sjedinjenje Dalmacije s Hrvatskom, u čemu se istakao fra Andrija Dorotić. Za francuske uprave (1806.-1813.) više je franjevaca osuđeno na smrt te je 1807. oduzet samostan u Živogošću, a ini su ustupljeni vojsci. Pod novom austrijskom upravom (1814.-1918.) rad su Provinciji otežavali državni propisi. 1888. provincijalat je preseljen iz Šibenika u Split. 1857. u Provinciji djeluje 120 svećenika, 12 klerika, 12 braće i petorica novaka, dok su 1913. djelovala 153 svećenika, 32 klerika, sedmorica novaka i 11 braće laika.
Uz pomoć Državnoga vjerozakonskog fonda podignuto je u drugoj polovini XIX. st. više župnih stanova i neoromanićkih crkava, u Drnišu, Kninu, Imotskomu, Prološcu, Metkoviću, Tučepima, Sumartinu, Stankovcima i drugdje. Zbog studenata na Sveučilištu u Zagrebu i bolesne subraće, u Zagrebu je 1932. utemeljen samostan Majke Božje Lurdske. Podignut je zvonik u Sinju i nove crkve na Lovreću, u Vrgorcu, Bajagiću, Splitu i Makarskoj.
Tijekom i nakon Drugoga svjetskog rata, jugoslavenski partizani ubili su 44 i pritvorili u logorima i zatvorima 48 članova Provincije, a nekoliko ih se iselilo u inozemstvo. Više je župnih crkava, kuća i samostana srušeno i oštećeno, izvlaštenjem su Provinciji oduzeta imanja, a školama je ukinuto pravo javnosti. 1986. Provincija prima samostan i Župu sv. Gabrijela u Münchenu.
Velikosrpske snage okupirale su blizu trećine površine Provincije tijekom Domovinskoga rata te oštetili ili srušili brojne župne crkve i kuće.

## Misionari
U Argentini, Boliviji i Brazilu djelovalo je više franjevaca poteklih iz Provincije: Vlado Bilobrk, Rafo Romac, Pavao Boljat, Ivo Hrstić, Vjenceslav Lovrić, Petar Karadžole, Krsto Radić, Metod Kelava, Petar Mandac, Bonifacije Šipić, Frano Milanović Litre i Edvard Sokol.

## Vanjske poveznice
| Portal:Kršćanstvo | Portal: Kršćanstvo |

- Franjevačka provincija Presvetog Otkupitelja

|  | Portal Hrvatske – Pristup člancima s tematikom o Hrvatskoj. |